# Kurt Redenz

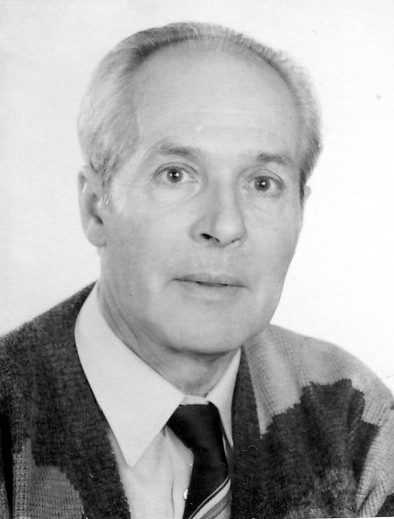
Kurt Redenz (2003)

Kurt Redenz (* 6. Februar 1931 in Stettin) ist ein deutscher Philatelist und Posthistoriker.

## Leben
Kurt Redenz studierte bis 1975 Rechtswissenschaften an der Humboldt-Universität zu Berlin. Der Philatelie wandte er sich Ende der 1950er-Jahre zu und trat 1960 dem Kulturbund der DDR, Sektion Philatelie, bei. 1961 gründete er zusammen mit dem Philatelisten Pharmazierat Martin Rehfeld die Arbeitsgemeinschaft Philatelie Königs Wusterhausen. Ab 1965 war Kurt Redenz Vorsitzender der Arbeitsgemeinschaft Philatelie Kalbe/Milde und nach einem Wohnortwechsel ab 1975 bis 2003 Vorsitzender des Briefmarkenvereins Bestensee und ab 1991 bis 2003 gleichzeitig Schatzmeister der Jungen Briefmarkenfreunde des Landesringes Brandenburg. Seit 1971 qualifizierte er sich schrittweise als Juror für die Leistungsklassen III, II und I und war in dieser Funktion auf vielen Briefmarkenausstellungen eingesetzt.
Mehrere von Kurt Redenz gestaltete Exponate qualifizierten sich für Ausstellungen und erhielten Auszeichnungen. Dazu zählen beispielsweise die Exponate „Olympiade Moskau“, 1980, „Der Große Vaterländische Krieg“ und „Aus der Geschichte der bemannten Raumfahrt der UdSSR“. Das Exponat „DDR 1949-1952“  erhielt 2002 in Amsterdam „Großes Silber“ und 2009 in Essen auf der NAPOSTA 09 eine Groß-Silber-Medaille zuerkannt. Das Exponat „Aus der Geschichte der Stadt Stettin“ wurde auf der NAPOSTA 05 in Hannover und auf der BULGARIA 09 in Sofia jeweils mit einer Vermeil-Medaille ausgezeichnet.
Seine postgeschichtlichen Studien fasste Kurt Redenz in mehreren Broschüren zusammen, die zu den jeweiligen Themen viele philatelistische Belege aus seiner Sammlung wiedergeben. Die Broschüren „Aus der Postgeschichte von Salzwedel“ und  „Aus der Postgeschichte von Gardelegen“ erhielten auf der nationalen Literaturausstellung in Leipzig 2007 die Bewertungen Silber und Bronze.
Heute lebt Redenz in Falkensee-Finkenkrug.

## Werke
- Postgeschichte von Kalbe (Milde), 2002, 44 S., 45 Abb.
- Aus der Postgeschichte von Gardelegen, 2006, 65 S., 66 Abb.
- Aus der Postgeschichte von Salzwedel, 2007, 65 S., 106 Abb.
- Entwicklung der Telegrafie, 2009, 2 Broschüren: 70 u. 75 S.,85 u. 71 Abb.
- Posteinlieferungsscheine und andere Postformulare, 2008, 90 S., 171 Abb.
- Aus der Postgeschichte der Stadt Stettin, 2009, 92 S., 70 Abb.,
- Aus der Geschichte der Weltpost – eine Chronik mit Briefmarken, 2010, 70 S., 388  Abb., darunter 313 Briefmarken
- Aus der Postgeschichte von Spandau und der umliegenden Postorte des Osthavellandes, 2010, 85 S., 147 Abb.
- Aus der Postgeschichte von Berlin Charlottenburg, 2011, 74 S. 132 Abb.
- Aus der Berliner Postgeschichte. Berliner Postämter, Stempel, Briefe, Post- und         Ansichtskarten und andere Belege, 2012, 106 S., 196 Abb.
- Der Brief. Die Postkarte. Eine Kulturgeschichte der schriftlichen Kommunikation, 2012, 102 S., 117 Abb.
- Aus der preußischen Postgeschichte, 2013, 99 S., 160 Abb.
- Luftpost in alle Welt – Aus der Geschichte der Luftpost, 2013, 101 S., 198 Abb.
- Briefe mit Anschriften und Inhalt, 2014, 100 S., ca. 50 Briefe aus der Zeit zwischen 1563 und 1902.
- Die Erforschung des Weltalls – Wege und Schritte philatelistisch dokumentiert, 2014
- Die Feldpost im Zweiten Weltkrieg. Eine Auswahl von Feldpostkarten und -briefen, 2014, 103      S., 70 Karten und Briefe